# 賓·戴維斯 (1995年出生足球員)
本杰明·凯斯·戴維斯（英語：Benjamin Keith Davies，1995年8月11日—），简称本·戴維斯（英語：Ben Davies），是一名英格蘭的職業足球運動員，场上司職中後衛 / 左後衛，目前效力於英格蘭足球甲級聯賽球隊伯明翰 (蘇格蘭足球超級聯賽球會格拉斯哥流浪外借)。